# Kulič (pečivo)
Kulič (rusky кули́ч, ze starořeckého κόλλιξ chollis „kulatý, oválný chléb“) je ruské sváteční pečivo z kynutého těsta s mandlemi, rozinkami, kandovaným ovocem a kořením, pečené ve vysoké okrouhlé formě. Pro svoji nákladnost a náročnost přípravy byl pečen pouze o největších svátcích, především o Velikonocích, ale například také o dožínkách.

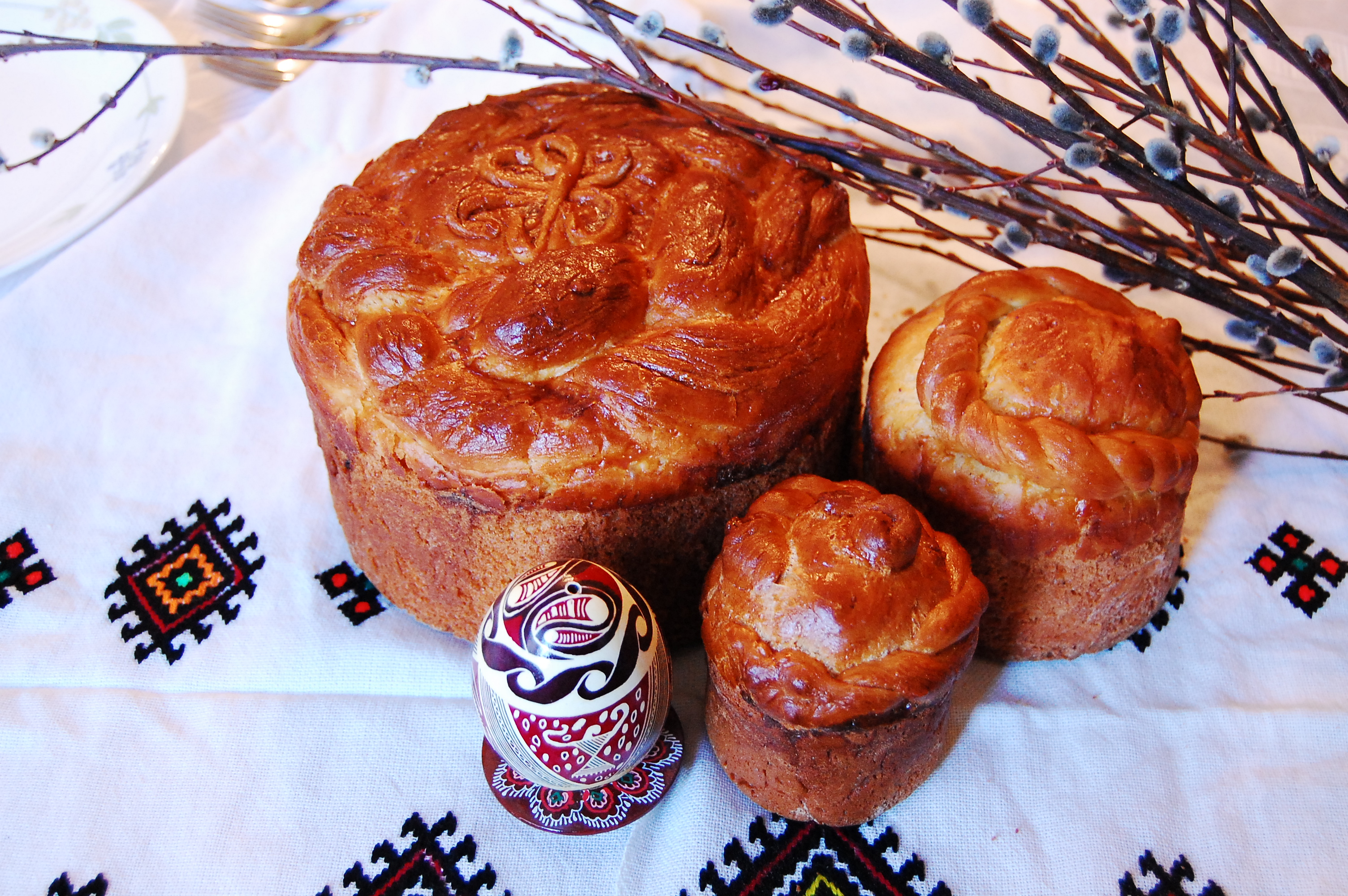
Ukrajinská paska s kraslicí a kočičkami

Kuliči se podobá ukrajinské velikonoční pečivo paska (ukrajinsky пáска, z řeckého Πάσχα Pascha „Velikonoce“), od něhož je nutné odlišit ruský pokrm pascha (пасха) – tvarohový nepečený dort, taktéž připravovaný také zpravidla o Velikonocích, jehož jméno je stejného původu.